# Katelijne Damen
Katelijne Damen (Mortsel, 14 april 1960) is een Vlaamse theater- en filmactrice, regisseuse, schrijfster en kostuumontwerpster. Katelijne Damen studeerde theater aan het Conservatorium van Antwerpen onder leiding van Dora Van Der Groen. 
Ze werkte samen met regisseurs als Ivo van Hove, Luk Perceval en Guy Cassiers en speelde bij o.a.: Blauwe Maandag Compagnie, Het Zuidelijk Toneel, Compagnie De Koe, Ro Theater, Toneelhuis. Ze was de bezieler, tekstschrijver en regisseuse van het gezelschap 'Drie Vingers'. 
Tot 2018 speelde ze als actrice in vast dienstverband in het ensemble van het Toneelhuis. Momenteel werkt ze als freelancer. 
Ze was te bekijken in o.a. de televisieseries: Kijk eens op de doos, Moeder, waarom leven wij?, Terug naar Oosterdonk, Koning van de Wereld, De Smaak van De Keyser en De Ridder, de miniserie Generatie B, De Luizenmoeder (Juf Chantal). Ze speelde o.a. in films: "Girl", "De Patrick", "Rosie en Moussa", "Noordzee Texas".
Haar theaterstuk "Crème au beurre" heeft een unieke positie veroverd in het Vlaamse amateurtheater, omdat het in de top tien van de meest opgevoerde stukken staat (2015-2019) en omdat het bovendien door een vrouwelijke auteur geschreven werd. Dit laatste is uitzonderlijk want ongeveer 85% van de opgevoerde teksten door Vlaamse amateurverenigingen komen van mannelijke schrijvers. Als een stuk al door een vrouw geschreven werd, blijkt het zelden veelvuldig opgevoerd.

## Privé
Katelijne Damen woont in Antwerpen en heeft een zoon uit haar huwelijk met Govert Deploige. Acteur Hubert Damen is haar oom, ze is de nicht van advocaat Walter Damen en achternicht van Karen Damen. 

## Werk

### Theater
- 2023.           "Prey"                           regie : Kris Verdonck, A Two Dogs Company
- 2023.           "Mijn lieve gunsteling"  regie : Ivo van Hove, ITA
- 2022            "April".                          regie : Guy Cassiers, Toneelhuis
- 2020            "Tiresias"                      regie : Guy Cassiers, Toneelhuis
- 2019	        "Bagaar",	                   regie: Guy Cassiers,	Toneelhuis/Lazarus
- 2018	        "Vergeef ons",	           regie: Guy Cassiers,	Toneelhuis/ITA
- 2017	        "Grensgeval",	           regie: Guy Cassiers,	Toneelhuis
- 2016-2018	"De dingen die voorbij gaan", regie: Ivo Van Hove,	Toneelhuis/ITA
- 2016-2017	"De Welwillenden",	           regie: Guy Cassiers,	Toneelhuis/ITA
- 2015	        "Caligula",	           regie: Guy Cassiers,	Toneelhuis
- 2015	        "Passions Humaines",	   regie: Guy Cassiers,	Toneelhuis
- 2014-2015	"Maria Stuart",	           regie: Ivo Van Hove,	Toneelhuis/ITA
- 2014	        "De blinden",	           regie: Guy Cassiers,	Toneelhuis
- 2014  	"Hamlet vs Hamlet",	   regie: Guy Cassiers,	Toneelhuis/ITA
- 2013	        "MCBTH",	                   regie: Guy Cassiers,	Toneelhuis
- 2013	        "Orlando",	                   regie: Guy Cassiers,	Toneelhuis
- 2011-2012	"Bloed en Rozen",	           regie: Guy Cassiers,	Toneelhuis
- 2012	        "Midden in de nacht",		                Toneelhuis
- 2011	        "Het mystiek huwelijk",	   regie: Guy Cassiers,	Toneelhuis
- 2010	       "Man zonder eigenschappen",   regie: Guy Cassiers,	Toneelhuis
- 2009-2011	"Onder de vulkaan", 	   regie: Guy Cassiers,	Toneelhuis
- 2009	        "Mefisto",	   regie: Guy Cassiers,	Toneelhuis
- 2008-2009	"Atropa",	                   regie: Guy Cassiers,	Toneelhuis
- 2008	        "De geruchten",	           regie: Guy Cassiers,	Toneelhuis
- 2007 	        "Richard III",	           regie: Andreas Kriegenburg,	Rotheater
- 2006	"Hersenschimmen",	regie: Guy Cassiers,	Rotheater
- 2006	"Platonov",	regie: Alize Zandwijk,	Rotheater
- 2004-2007	"Meiskes en Jongens",	regie: Alize Zandwijk,	Rotheater
- 2004	"Proust III",	regie: Guy Cassiers,	Rotheater
- 2004	"Koning Lear",		Tonic
- 2003	"Bruiloft",	regie: Alize Zandwijk,	Rotheater
- 2002	"Lava lounge",	regie: Guy Cassiers,	Rotheater
- 2001-2002	"Asem",	regie: Luk Perceval,	Toneelhuis
- 2001-2002	"Elisabeth en Essex",		Cie De Koe
- 2000-2001	"De liefde het is",		Cie De Koe
- 1999-2000	"De Nijl is in Cairo aangekomen",		Cie De Koe
- 1999-2000	"Het Jachtgezelschap",		Cie De Koe
- 1997	"Koppen",	regie: Ivo Van Hove,	Het Zuidelijk Toneel
- 1997	"Caligula",	regie: Ivo Van Hove,	Het Zuidelijk Toneel
- 1996	"Maat voor maat",	regie: Pierre Audi,	Het Zuidelijk Toneel
- 1996	"Tramlijn die verlangen heet",	regie: Ivo Van Hove,	Het Zuidelijk Toneel
- 1995	"Phaedra",	regie: Dora Van Der Groen,	Het Zuidelijk Toneel
- 1995	"Rijkemanshuis",	regie: Ivo Van Hove,	Het Zuidelijk Toneel
- 1993-1994	"En nu … revue",		Arca
- 1993-1994	"Mutate Nomine",	regie: Ingrid Schaillee,	De werf
- 1993	"Elektra",	regie: Agaath Witteman,	Theater v/h Oosten
- 1992	"Een leeg huis",	regie: Leonard Frank,	Theater v/h Oosten
- 1991	"Wilde Lea",	regie: Luk Perceval,	Blauwe Maandag
- 1991	"Le cocu magnifique",	regie: Michel V. Dousselaere,	Blauwe Maandag
- 1990	"Losing time",	regie: Guy Joosten,	Blauwe Maandag
- 1990	"Strange Interlude",	regie: Luk Perceval,	Blauwe Maandag
- 1989	"Zomergasten",	regie: Guy Joosten,	Blauwe Maandag
- 1988-1989	"Erop of eronder",	regie: Robbert Sian,	Fakkel
- 1988-1989	"Familiezaken",	regie: Senne Rouffaer,	KVS
- 1986-1987	"De kooman van Venetïe",	regie: Senne Rouffaer,	KVS
- 1987	"De goede mens van Sezuan" (Der gute Mensch von Sezuan),	regie: Dirk Tanghe,	Malpertuis
- 1987	"Patrick",	regie: Eric De Volder,	Nieuwpoort
- 1986	"De wonderbaarlijke nacht",	regie: Dirk Tanghe,	Belgische kreten
- 1985-1986	"Macbeth",	regie: Roger Vossenaar,	Eigentijds Podium
- 1985-1986	"De kersentuin",	regie: Pierre Laroche,	KVS
- 1985-1986	"Sarah zegt … Leila zegt",	regie: Ronnie Commissaris,	BKT
- 1985	"De duivel",	regie: Eric De Volder,	Malpertuis

### Tv en film
- 2025    "Elixer"     regie : Dana Nechushtan - Topkapi, Menuetto
- 2021    "Noise"     regie : Steffen Geypens - Netflix
- 2021    "Piece of My Heart" regie : Dana Nechushtan - Topkapi, Eyeworks
- 2021	"Dèjâ Vû",	regie: Raf Reyntjens	Fobic Films, Streamz
- 2019	"The Memory Shop",	regie: Christiaan Neu
- 2019	"De luizenmoeder",	regie: Maarten Moerkerke,	Lecter Media
- 2018	"De Patrick",	regie: Tim Mielants,	Savagefilms
- 2018	"De luizenmoeder",	regie: Maarten Moerkerke,	lecter Media
- 2018	"Girl",	regie: Lukas Dhont,	Menuet
- 2018	"Rosie en Moussa",	regie: Dorothée Van Den Berghe,	Caviar
- 2017	"Generatie B",	regie: Pieter Van Hees,	deMensen
- 2016	"De premier",	regie: Erik Van Looy,	Woestijnvis,FBO,Mills
- 2013-2015	"De Ridder",	regie: Goris/Goeyvaerts,	Eyeworks
- 2012	"Offline",	regie: Peter Monsaert
- 2012	"Code 37 (gastrol)",	regie: Tim Mielants,	Menuet
- 2011	"De Sint danst de tango",	regie: Stijn Coninx
- 2011	"Noordzee Texas",	regie: Bavo Defurme,	Indeed
- 2010	"Terug weg ",	regie: Maaike Neuville
- 2009	"Anvers",	regie: Martijn Maria Smits
- 2008-2009	"De smaak van De Keyser",	regie: Van Passel/Matthys,	Caviar
- 2008	"Spam",	regie: Maarten Moerkerke,	3 Keys
- 2008	"Witse (gastrol)",	regie: Belinda Van Mierlo,	VRT
- 2007	"Duffel",	regie: Tim Mielants,	Caviar
- 2006	"Koning van de wereld",	regie: Guido Henderickx,	Caviar
- 2005	"Flikken" (gastrol),	regie: Michelle Graus,	Eyeworks
- 2004	"De vloek van Vlimovost",	regie: Maarten Moerkerke,	3 Keys
- 2004	"Rupel" (gastrol),	regie: Trenaat Coppens,	Conception
- 2003	"Sedes en Belli" (gastrol),	regie: StefDesmyter,	Menuet/Favourite
- 2003	"Anyway the wind blows",	regie: Tom Barman
- 2002	"GSM",	regie: Maarten Moerkerke
- 2002	"Kijk eens op de doos",	regie: Maarten Moerkerke,	Sylvester
- 2001-2002	"W817",	regie: Pietje Horsten
- 2001	"Maria",	regie: Fien Troch,	Troghs
- 1999	"Heterdaad"(gastrol),	regie: Frank Van Mechelen
- 1999	"De man van staal",	regie: Vincent Bal,	Favourite films
- 1998	"'S'",	regie: Guido Henderickx
- 1997	"Bedtime stories",	regie: Kaat Beels
- 1997	"Terug naar Oosterdonk",	regie: Frank Van Passel,	Favourite films
- 1996	"Ce sunt amorettes",	regie: Sonja Van Waes
- 1994	"Aids-express",	regie: Mark Damen
- 1993	"Moeder, waarom leven wij",	regie: Guido Henderickx,	Prime time
- 1992	"Een leeg huis",	regie: Leonard Frank,	NCRV
- 1991	"Niemand mag dit weten",	regie: Peter De Baan,	VARA

### Regie
- “Thuis“ (Hugo Claus), voor studio Herman Teirlinck
- “Moetterland”, voor Toneelhuis
- “In the summerhouse” (Jane Bowles), voor Conservatorium Gent
- “Creme au beurre”, voor eigen gezelschap ‘Drie vingers’
- “Spinnen kunt ge niet opereren”, voor eigen gezelschap ‘Drie vingers’
- “Engelen”, voor eigen gezelschap ‘Drie vingers’
- “Verleden hartjes”, voor eigen gezelschap ‘Drie vingers’
- “Een onderwereldse glimlach” (Lars Noren), voor eigen gezelschap ‘Drie vingers’
- “De andere fruitmand”, voor eigen gezelschap ‘Drie vingers’

### Auteur
- “Orlando” (Virginia Woolf), voor Toneelhuis
- “Creme au beurre”, voor eigen gezelschap ‘Drie vingers’
- “Spinnen kunt ge niet opereren”, voor eigen gezelschap ‘Drie vingers’
- “Engelen”, voor eigen gezelschap ‘Drie vingers’
- “Verleden hartjes”, voor eigen gezelschap ‘Drie vingers’
- “Een onderwereldse glimlach” (Lars Noren), voor eigen gezelschap ‘Drie vingers’
- “De andere fruitmand”, voor eigen gezelschap ‘Drie vingers’

### Kostuumontwerp
- “Bezonken rood”, voor Toneelhuis
- “Orlando”, voor  Toneelhuis
- “Zonsopgangen boven zee”, voor Rotheater
- “King Lear”, voor Tonic
- “Onder de vulkaan”, voor Toneelhuis
- “Onvoltooid Verleden”, voor Toneelhuis
- Voor alle voorstellingen van Drie vingers decor en kostuumontwerp.

## Erkenningen
- de Theo d’Or – prijs ontving ze in 1990 voor haar rol in “Strange Interlude”.
- de Oscar De Gruyter-publieksprijs ontving ze in 1990 voor de rollen in “Strange Interlude” en “Losing time”.
- de Mary Dresselhuys – prijs ontving ze in 1996 voor haar "veelzijdige creativiteit, voor haar totale inzet voor theater en voor haar oeuvre".
- genomineerd voor de Columbina – prijs in 2006 voor de rol in "Hersenschimmen".